# Symphony Hall
Symphony Hall é uma sala de concertos localizado na 301 Massachusetts Avenue em Boston, Massachusetts. Criada por McKim, foi construída em 1900 para a Orquestra Sinfónica de Boston, que continua sendo a orquestra a ocupar esta sala. Admirada pela sua acústica, desde o dia de sua inauguração, ela vem sendo considerada uma das melhores acústicas para concertos clássicos no mundo.
Em 20 de janeiro de 1999 foi designada um edifício do Registro Nacional de Lugares Históricos bem como, na mesma data, um Marco Histórico Nacional.

## História e Arquitectura
Symphony Hall foi inaugurado no dia 15 de Outubro de 1900 após a antiga casa estar ameaçada por uma auto-estrada que estava sendo construída. Os responsáveis foram os arquitectos McKim, Mead e White, juntos com o Professor de Física da Universidade de Harvard e seu consultor acústico. Symphony Hall foi uma das primeiras salas concebidas de acordo com princípios acústicos.

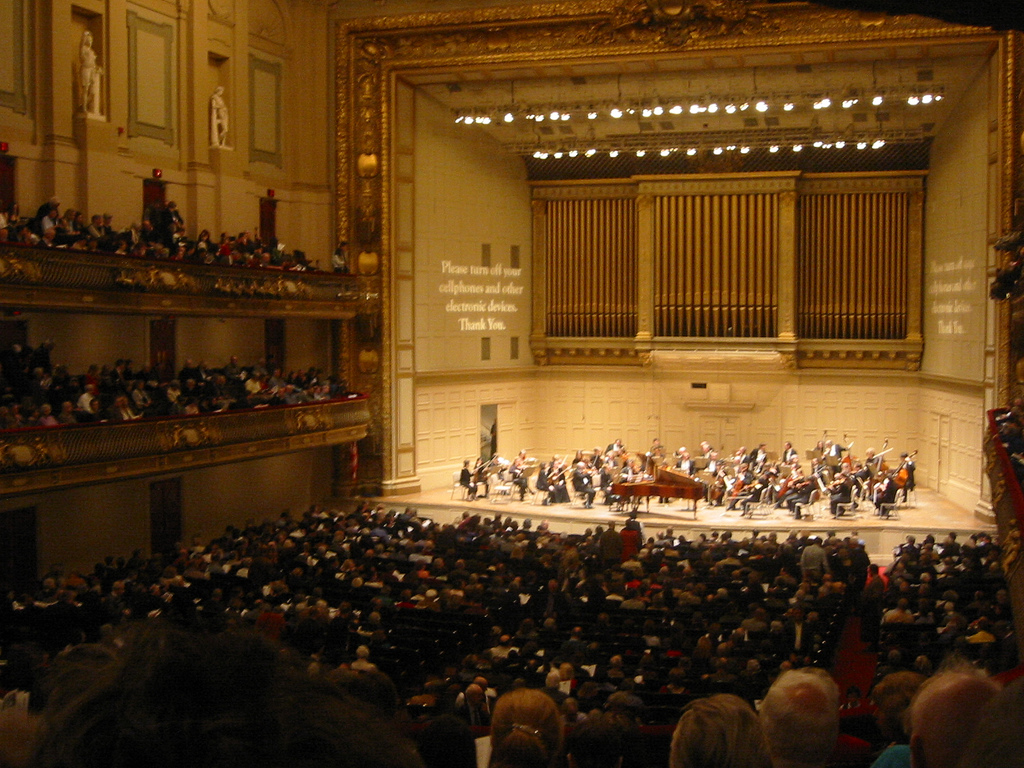
Interior do Symphony Hall

O Salão foi modelado conforme o segundo Gewandhaus Concert Hall em Leipzig, que foi destruído na Segunda Guerra Mundial. O Hall é relativamente longo, estreito e alto, tem uma forma retangular como o Concertgebouw de Amsterdã e o Musikverein de Viena. Tem 61 metros de altura, 75 metros de largura e 125 metros a partir das costas até a frente do palco. As paredes são em declive para ajudar a concentrar o som. O Hall é construído em aço, gesso e tijolo, com uma decoração modesta. Na lateral, as varandas são rasas, para evitar a captura ou amortização do som. O maestro Herbert von Karajan, comparação ao Musikverein, afirmou "para muita música, este é melhor...por causa da reverberação ligeiramente menor".
Em 2006, devido ao uso e desgaste, o piso do Hall foi substituído, custando US$ 250.000. Os pregos foram feitos com materiais para reproduzir os originais, e uma parte que estava em ótimo estado foi deixada.
O nome de Beethoven está no palco, ele era o único compositor que os directores concordaram em colocar no Hall. Os assentos são de couro, e ainda são os originais de 1900. Possui 2.625 lugares para concertos com a Sinfónica de Boston, 2371 para a temporada da Orquestra Pops e 800 para o jantar.

### Estátuas
As 15 réplicas das estátuas gregas e romanas forram as paredes e foram escritas as palavras "Boston, a Atenas da América" nelas, pelo escritor William Tudor no início do século XIX. Dez delas são de temas místicos, e seis de figuras histórias.

### Órgão
O órgão do Hall, um 4800-pip-Eolianas Skinner, concebido por G. Donald Harrison, instalado em 1949 e autografado por Albert Schweitzer é considerado um dos melhores órgãos de concerto em todo o mundo. Ele substitui o primeiro órgão, construído em 1900 por George S. Hutchings de Boston, que foi introduzido electricamente, com 62 fileiras de quase 4.000 tubos fixados em uma câmara de 5 metros de profundidade e 16 metros de altura. Esse órgão tinha saído de linha. Então foram adicionados 600 novos tubos.
Em 2003 o órgão foi totalmente remodelado por Foley-Baker Inc.